# Christ de douleur (Petrus Christus)
Le Christ de douleur de Petrus Christus est un petit tableau de ce peintre primitif flamand qui reprend les éléments iconographiques typiques du  Christ en Homme de douleurs. Daté de 1444-1446, il est conservé au Birmingham Museum and Art Gallery.

## Description
C'est un petit tableau peint en huile sur panneau vers 1444-1446, donc au tout début de l’activité documentée de Petrus Christus. Il mesure 11,2 × 8,5 cm, et est donc légèrement plus grand qu'une carte postale et plus petit qu'un livre de poche. De par sa taille, il s'agit probablement d'un objet de dévotion privé. Le tableau est en excellent état de conservation.
Le visage angoissé du Christ barbu regarde vers le spectateur, le prenant à témoin, comme dans de nombreuses peintures de Christus. Son torse nu et blessé semble flotter vers nous. Il est à la fois le Christ comme Homme de douleurs et le Christ comme juge. De chaque côté d'un baldaquin apparaît un archange, à droite Michel portant l'épée de jugement et à gauche Gabriel le lys de miséricorde, rappelant ainsi aux croyants qu'ils ne sauront pas échapper au Jour du Jugement. La technique du tableau rappelle enluminure ; ses couleurs et ses effets de lumière brillent avec l'intensité d'un bijou.

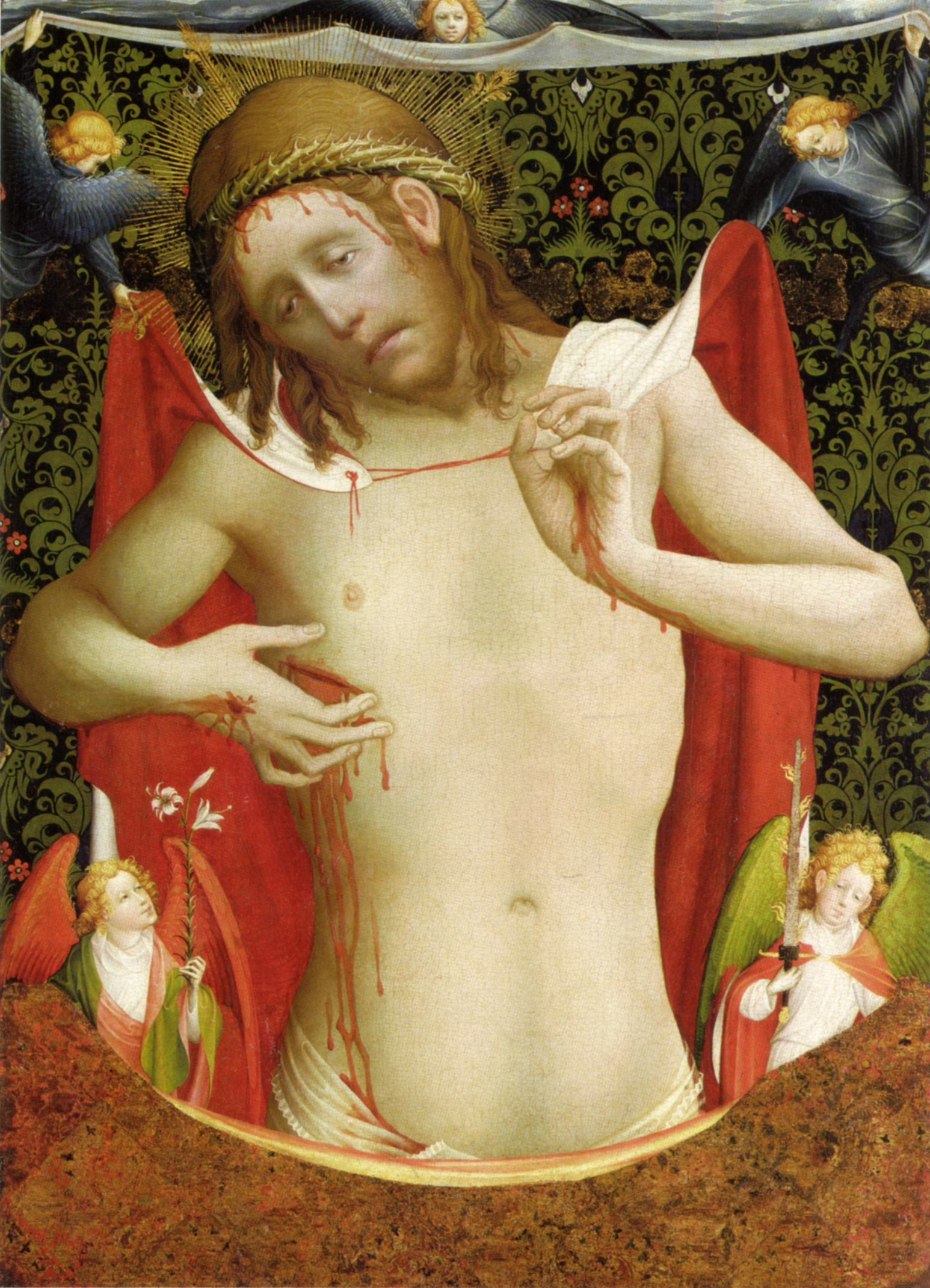
Maître Francke, Homme de douleurs (vers 1435), Kunsthalle de Hambourg.

L'iconographie habituelle des tableaux de l'Homme de douleurs est fidèlement respectée :  Le Christ, entre mort et résurrection, est représenté debout, seul le haut de son corps est visible : buste et mains stigmatisées, blessure au flanc droit qu'il tient ouverte de sa main droite, la couronne d'épines sur la tête, portant le périzonium que l’on voit à peine. Le sang coule de la tête jusque sur ses épaules. Par rapport à l'iconographie de Maître Francke par exemple, on relève l'absence du manteau de majesté autour des épaules, et l'ajout d'un rideau tenu ouvert par les anges et l'eau qui coule en base du tableau. La présence de l’eau rattache l'Homme de douleurs au culte du saint Sang.

## Historique
La datation précise du tableau est incertaine. Le panneau est daté 1444-1446 dans la notice du musée, et 1444-1445 par Upton, alors qu'Ainsworth le date d'environ 1450, en accord avec d'autres historiens d'art.
Au revers du panneau figure le sceau de l'impératrice Marie-Thérèse, apposé à la cire rouge sur du papier, en dessous l'inscription Rougier van der Weyde. Le tableau a donc pu faire partie de l’héritage de Marie-Thérèse et François Ier qui régnaient sur la Flandre de 1740 à 1790. L'inscription Rougier van der Weyde n'est pas entrée dans la discussion sur l'attribution du tableau, successivement attribuée à l'« École flamande de la fin du XVe siècle » puis à un « suiveur de Jan van Eyck ». L'attribution à Christus par John Rowlands et maintenant généralement admise. Le tableau a appartenu à divers membres d'une famille Liddon, puis a été offert au musée de Birmingham par les administrateurs du Feeney Charitable Trust, la fondation du magnat de presse John Feeney (en), en 1935.

## Éléments techniques
L'Homme de douleurs s'inscrit dans la série des tableaux peints par Christus dans les années 1450.
Petrus Christus utilise son type de Christ plus générique, et il reprend les traits et le modelé vigoureux du visage du Christ dans la Déploration de New York. Il a le front lissé, les yeux aux paupières lourdes, les lèvres épaisses, le nez plein. Les doigts, la manière d'articuler le cou aux clavicules, l'écoulement du sang, la plaie béante sur le côté, sont aussi des éléments présents dans la Déploration.

Détails.
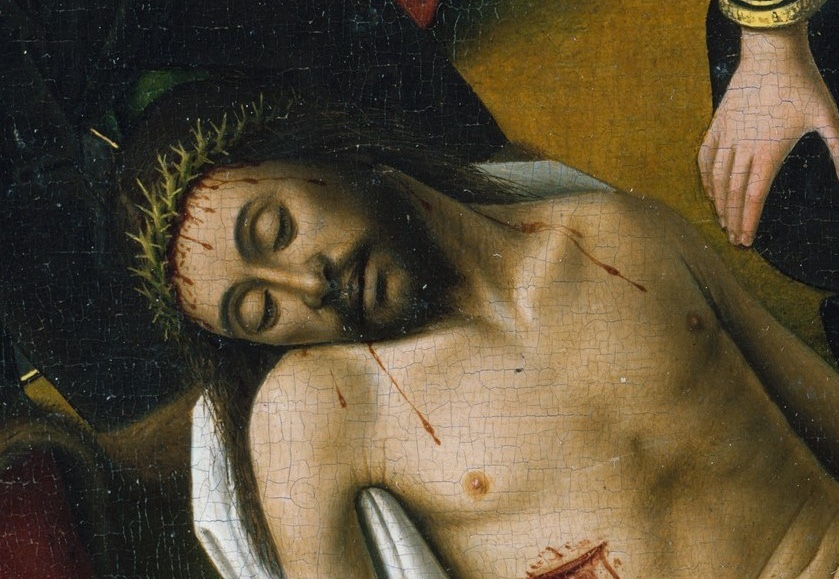
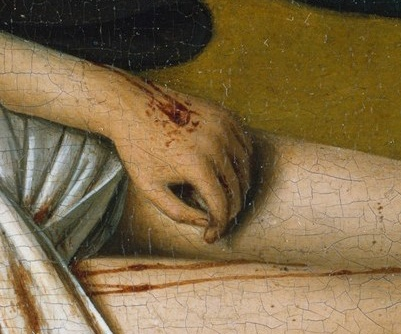

Sur le plan pictural, étant donné la taille du tableau, la technique se rapproche de l'exécution des enluminures : on y trouve, comme dans la Tête du Christ, la Madone d'Exeter ou encore la La Vierge à l'arbre sec, peu de traces de dessin sous-jacent. Au lieu de mélanger les couleurs, Christus peint, comme pour les enluminures, par touches alternées de couleur pure sur un ton de base clair. Pour le visage, Christus des touches parallèles de couleur plus sombre extrêmement fines pour les carnations. Les contours sombres sont délimités à la peinture noire, et les zones éclairées à la peinture brune.
L'auréole tripartite est peinte avec une couleur brunâtre, avec des rehauts disposés pour créer l'illusion d'un jeu de lumière.

Petrus Christus : tableaux de petites dimensions.
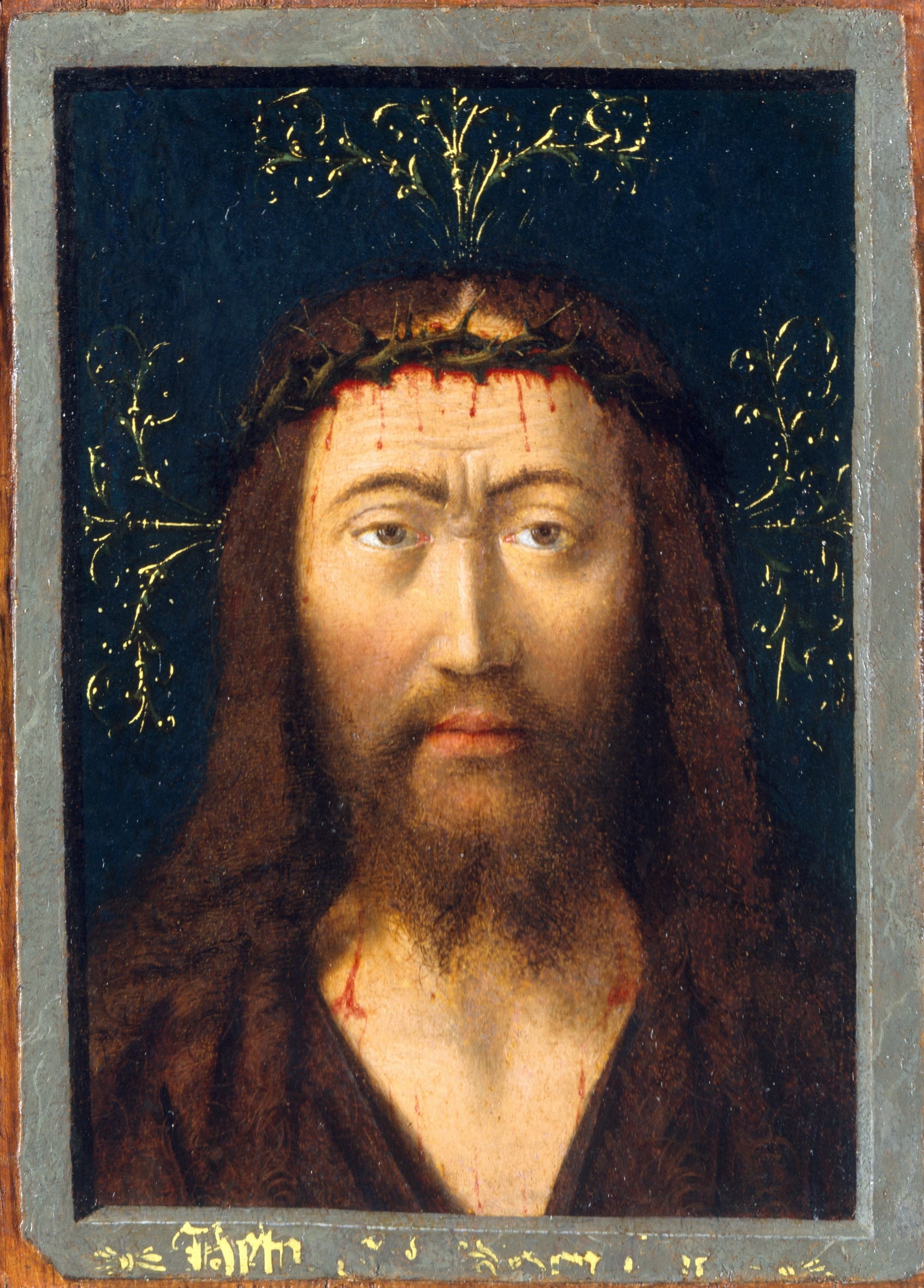
Tête du Christ
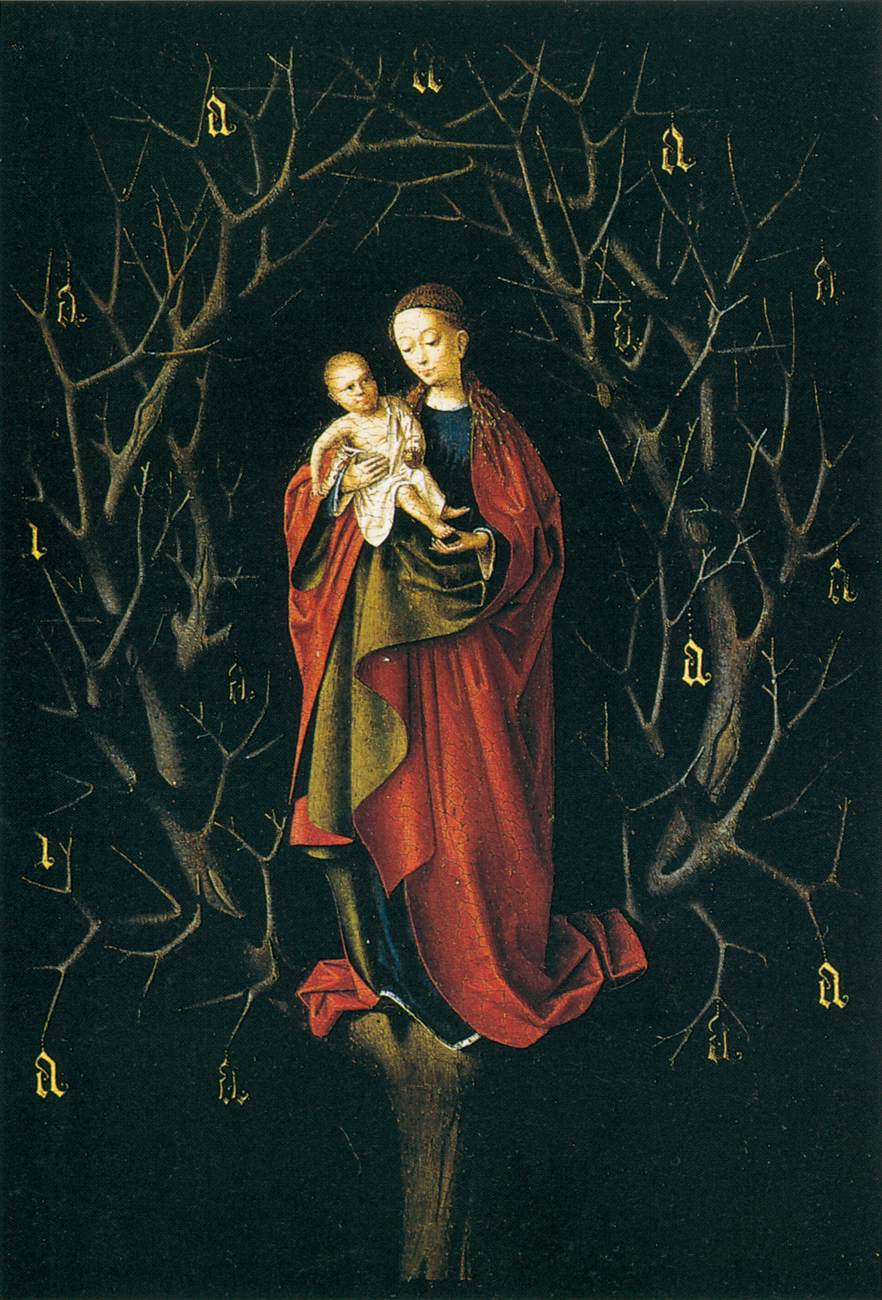
La Vierge à l'arbre sec
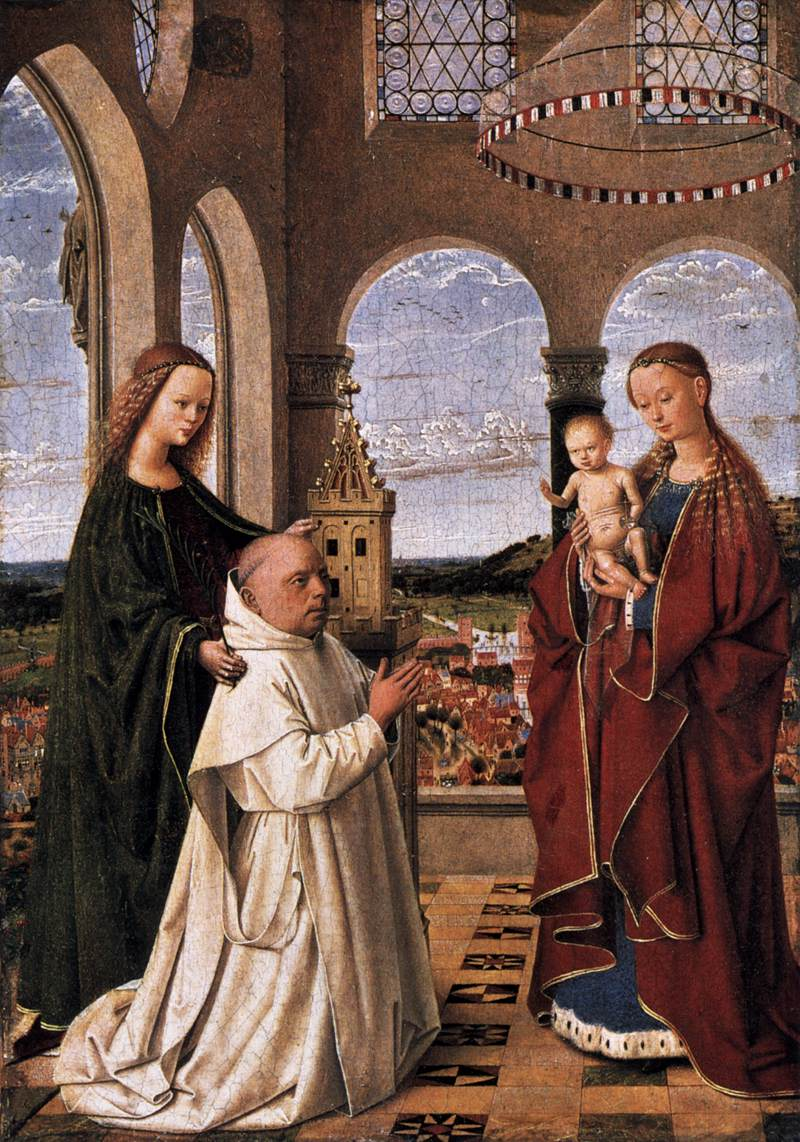
Madone d'Exeter

### Articles
- (nl) Hendrik Jan Joseph Scholtens, « Petrus Cristus en zijn portret van een Kartuizer », Oud Holland, vol. 75, no 1,‎ 1960, p. 59-72 (DOI 10.1163/187501760X00122, JSTOR 42723021, résumé).
- (en) Charles Sterling, « Observations on Petrus Christus », Art Bulletin, College Art Association, vol. 53, no 1,‎ mars 1971, p. 1-26 (DOI DOI: 10.2307/3048794, JSTOR 3048794).
- (en) Jennifer Meagher, « Petrus Christus (active by 1444, died 1475/76) », Heilbrunn Timeline of Art History, New York: The Metropolitan Museum of Art,‎ décembre 2008 (lire en ligne, consulté le 19 juin 2015).